# Prégilbert
Prégilbert – miejscowość i gmina we Francji, w regionie Burgundia-Franche-Comté, w departamencie Yonne.
Według danych na rok 1990 gminę zamieszkiwało 148 osób, a gęstość zaludnienia wynosiła 22 osoby/km² (wśród 2044 gmin Burgundii Prégilbert plasuje się na 763. miejscu pod względem liczby ludności, natomiast pod względem powierzchni na miejscu 1128.).